# كسي (حرف)
إك ساي (باليونانية:ξῖ) هو الحرف الرابع عشر في الأبجدية الإغريقية، يأخذ الحرف شكلين الكبير (Ξ) والصغير (ξ). يلفظ كشي باليونانية وساي أو زاي بالإنجليزية. كانت لديه قيمة العدد 60 في نظام الأرقام اليونانية. استمد الإغريق هذا الحرف من الحرف الفينيقي سامخ.
وينبغي عدم الخلط بين هذا الحرف مع حرف خي، الذي يظهر بشكل حرف إكس اللاتيني.